# Koritsia ston ilio
Koritsia ston ilio é um filme de drama grego de 1968 dirigido e escrito por Vasilis Georgiadis e Iakovos Kabanellis. Foi selecionado como representante da Grécia à edição do Oscar 1969, organizada pela Academia de Artes e Ciências Cinematográficas.

## Elenco
- Giannis Voglis - Shepherd
- Anne Lonnberg - Annabel Stone
- Kostas Bakas - policial
- Miranta Myrat - Mrs. Fragopoulou
- Vangelis Kazan - receptionista
- Elpida Braoudaki - amiga de Annabel
- Vagelis Sakainas - Giorgos